# Rhipidoglossum obanense
Rhipidoglossum obanense är en orkidéart som först beskrevs av Alfred Barton Rendle, och fick sitt nu gällande namn av Victor Samuel Summerhayes. Rhipidoglossum obanense ingår i släktet Rhipidoglossum och familjen orkidéer. Inga underarter finns listade i Catalogue of Life.